# Pot of Gold (Akon)
Pot of Gold è un brano musicale del cantante statunitense Akon, pubblicato come quinto singolo estratto dall'album Trouble e pubblicato il 15 novembre 2005. Il singolo, rispetto ai precedenti non ha ottenuto particolari riscontri, non riuscendo ad andare oltre la settantasettesima posizione della Official Singles Chart.

## Tracce
UK CD1
1. Pot of Gold (Radio Edit) - 3:23
2. Belly Dancer (Bananza) (Remix) (Feat. Kardinal Offishall) - 3:27

UK CD2
1. Pot of Gold (Radio Edit) - 3:23
2. Lonely (AOL Sessions Live) - 3:41
3. Locked Up (AOL Sessions Live) - 2:58

## Classifiche
| Classifica (2006)     | Posizione più alta |
| --------------------- | ------------------ |
| Germania              | 95                 |
| Regno Unito (Fiandre) | 77                 |